# Hisao Migo
Hisao Migo ( 1900 - 1985) fue un botánico japonés. De 1933 a 1945, desarrolló actividades académicas en el Instituto de Ciencias de Shanghái.

## Obras
- hisao Migo. 1973. Memoranda phytotaxonomica, I. 10 pp.

- -------------. 1966. A note on Shibataea. 70 pp.

- -------------. 1956. Cyperaceae of Dr. Migo's Central Chinese collection. Con Jisaburō Ōi, Tetsuo Koyama. Edición	reimpresa. 32 pp.

- -------------. 1943. On some Chinese species of Dicalix. Volumen 13, Nº 3 de Shanghai Sizenkagaku Kenkyūsyo Ihō. Editor Shanghai Science Institute, 12 pp.

- -------------. 1939. Notes on the flora of south-eastern China V. Nº 17 de Notes. Editor The Journal of the Shanghai Science Institute, 12 pp.

- -------------. 1937a. On some plants from eastern China. Edición reimpresa. 232 pp.

- -------------. 1937b. Notes on the flora of south-eastern China, III. Volumen 3, Nº 8 de Journal of the Shanghai Science Institute, section 3. Editor Shanghai Science Institute, 8 pp.

- -------------. 1936. New species of Dendrobium from the chinese drug Shih-hu. Volumen 3 de The J. of the Shanghai Science Institute. Con Kôiti Kimura, 124 pp.

- -------------. 1934. Notes of the Flora of Southeastern China I. Studies from the Department of Biology of the Shanghai Science Institute. Editor Journal of the Shanghai Science Institute, 9 pp.

## Honores

### Epónimos
- (Poaceae) Indocalamus migoi Nakai[2]

- (Poaceae) Sasamorpha migoi Nakai[3]

- (Symplocaceae) Symplocos migoi Nagam.[4]

- La abreviatura «Migo» se emplea para indicar a Hisao Migo como autoridad en la descripción y clasificación científica de los vegetales.[5]